# Ansbert de Rouen
Ansbert (Chaussy-en-Vexin, Illa de França, 629 - Abadia d'Hautmont, Nord - Pas-de-Calais, 694) va ser un monjo columbanià, tercer abat de l'abadia de Saint-Wandrille o de Fontenelle, i bisbe de Rouen. És venerat com a sant per diverses confessions cristianes. La seva festa se celebra el 9 de febrer.

## La seva vida[2]

### Joventut
Sant Ansbert va néixer el 629 a Chaussy-en-Vexin en una família noble. Molt de pressa va destacar per les seves capacitats intel·lectuals. El seu pare Silvinus va decidir doncs casar-lo amb la cosina del futur sant Lantbert de Fontenelle, del qual el pare posseïa un càrrec de referendari a la cancelleria de Clodoveu II, per tal de fer d'Ansbert un funcionari del palau. Ansbert va ser doncs promès amb Angadresma, que no volia casar-se sinó viure com a religiosa; els relats més antics afirmen que va tenir una malaltia de la pell i va aconseguir anul·lar les seves esposalles, i després va entrar en un monestir.
Ansbert va marxar doncs a la cort sense casar-se, i es va fer referendari (encarregat de la preparació dels diplomes per a la signatura reial). Queda el rastre d'un referendari d'aquesta època: el judici de Clotari III, entre l'abadia de Saint-Denis i el bisbe de Le Mans Baracari pronunciat el novembre del 659-660. Més tard es va fer canceller (encarregat de guardar l'anell reial amb el qual s'autenticaven les actes). Resant sovint, va fer una sortida per tal de reunir-se amb Vandregisil de Fontenelle, abat de Fontenelle. A causa d'una discussió amb Vandregisil se'n va anar i va obtenir del rei Clotari III l'alliberament dels seus deures i després es va fer monjo a l'abadia de Fontenelle. Allà, Ansbert va començar a estudiar els llibres de l'abadia en construcció (entre els quals, els escrits de Gregori el Gran, i de Columbà i va esdevenir un monjo «model».

### Abat de Saint-Wandrille de Fontenelle
El 668, Vandregisil va morir i Ansbert i Lambert van esdevenir els abats de Fontenelle. El 680, Lambert va ser cridat a Lió com a bisbe, i Ansbert va restar com a abat únic de l'abadia de Fontenelle. Durant aquests deu anys d'abadiat, el nom de l'abadia va créixer i van ser nombrosos els dons que es van fer, segons el seu biògraf, a l'abadia. A la mort d'Aldoè, bisbe de Rouen en 684, el rei va convocar Ansbert i el va obligar a fer-se bisbe de Rouen, essent consagrat pel bisbe Lambert de Lió, el seu antic company.

### Bisbe de Rouen
Es diu que va donar molts diners als pobres, sobretot distribuint en el moment de les caresties, els diners estalviats. Va escriure un llibre Quaestiones. El 7 de maig de 688, va desplaçar les restes de sant Aldoè a l'església de Saint-Pierre de Rouen. Però els canvis polítics van fer que Pipí d'Héristal el deportés a l'abadia d'Hautmont. El 9 de febrer de 694, va morir i va ser enterrat a l'abadia Saint-Wandrille, on nombrosos miracles es van produir sobre el camí. D'altre font precisa la seva mort el 695 a l'abadia d'Hautmont.

## Veneració
En el transcurs dels estralls perpetrats pels normands, les relíquies del sant van ser diverses vegades transferides de Fontenelle al priorat de Rivecourt. El primer d'aquestos trasllats es va fer l'any 862 i el darrer l'any 944. Els monjos van dipositar relíquies dels sants Ansbert i Vandregisil de Fontenelle al monestir femení de Blangy-sur-Ternoise (Pas-de-Calais), cap al 875 i hi van ser durant 20 anys. D'allà, els monjos van portar les relíquies a Boulogne-sur-Mer d'on no es van moure més durant mig segle.
És allà que el comte de Flandes, Arnold I el Gran, que sentia una gran devoció envers les relíquies, va anar el 944 a buscar els cossos d'aquests sants personatges, Ansbert i Vandregisil, i a instància de Gerard de Brogne els va lliurar a l'abadia benedictina de Sint-Pietersabdij a Gant, on són des de llavors.